# Akodon philipmyersi
Akodon philipmyersi is een knaagdier uit het geslacht Akodon dat voorkomt in de Argentijnse provincie Misiones. Hij is in 2005 beschreven en genoemd naar Philip Myers van het University of Michigan Museum of Zoology, die veel heeft bijgedragen aan Animal Diversity Web en de taxonomie van onder andere Akodon. Deze soort komt het meeste voor in grasland met hoge vegetatie. Er zijn ook overblijfselen van de soort gevonden in uilenballen.
Het is een vrij kleine Akodon-soort met 36 chromosomen en een FN van 42. De sympatrische soort A. montensis heeft 24 chromosomen en leeft in bossen in plaats van grasland. Net als andere Akodon-soorten is A. philipmyersi een onopvallende grijsbruine muis met grote oren.
Volgens de beschrijvers is A. philipmyersi het nauwste verwant aan A. lindberghi, maar dat wordt statistisch slecht ondersteund. Morfometrisch komen ze echter ook overeen, en ze delen hetzelfde karyotype.